# Émile Decroix
Émile Omer Decroix (* 5. März 1904 in Geluveld; † 1. April 1967 in De Panne) war ein belgischer Radrennfahrer.

## Sportliche Laufbahn
Decroix wurde 1928 Berufsfahrer im Radsportteam Génial Lucifer und blieb bis 1939 als Profi aktiv. Sein bedeutendster sportlicher Erfolg war der Gewinn der Belgien-Rundfahrt 1936 vor Robert Wierinckx. Zudem siegte er in den Eintagesrennen Paris–Somain 1929, Paris–Dünkirchen 1932 und Paris–Limoges 1935. 
Die Tour de France fuhr er zweimal. 1932 wurde er 43., 1933 dann 22. der Gesamtwertung. Den Giro d’Italia 1932 beendete er auf dem 28. Rang.
In den Rennen der Monumente des Radsports bestritt er unter anderem Paris–Roubaix achtmal. 1931 wurde er beim Sieg von Gaston Rebry Dritter.